# Türkenturm (Magdeburg)

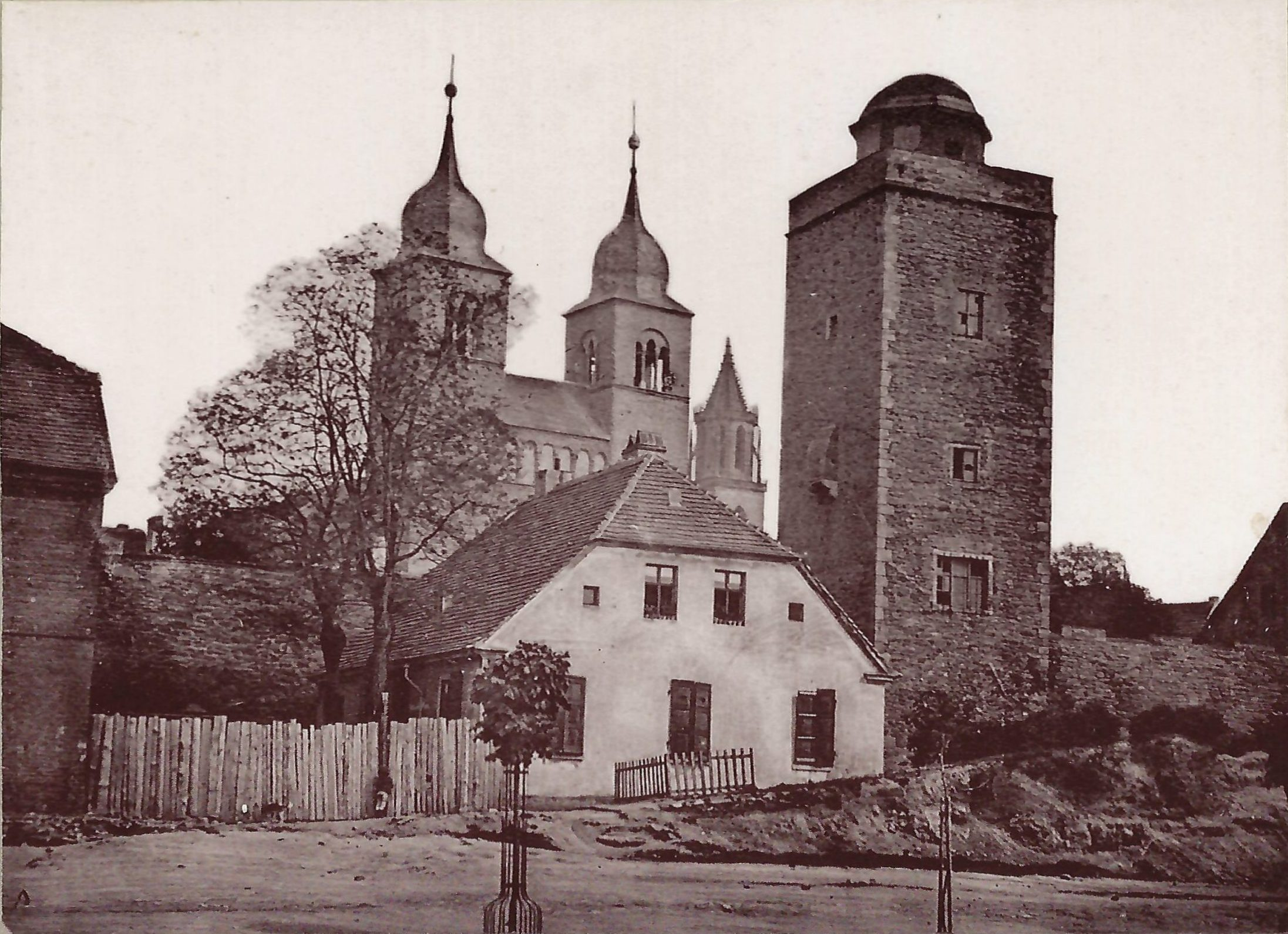
Blick von Westen auf den Türkenturm, im Vordergrund die Baumpflanzungen an der neuen Kaiserstraße, Foto daher möglicherweise um 1876

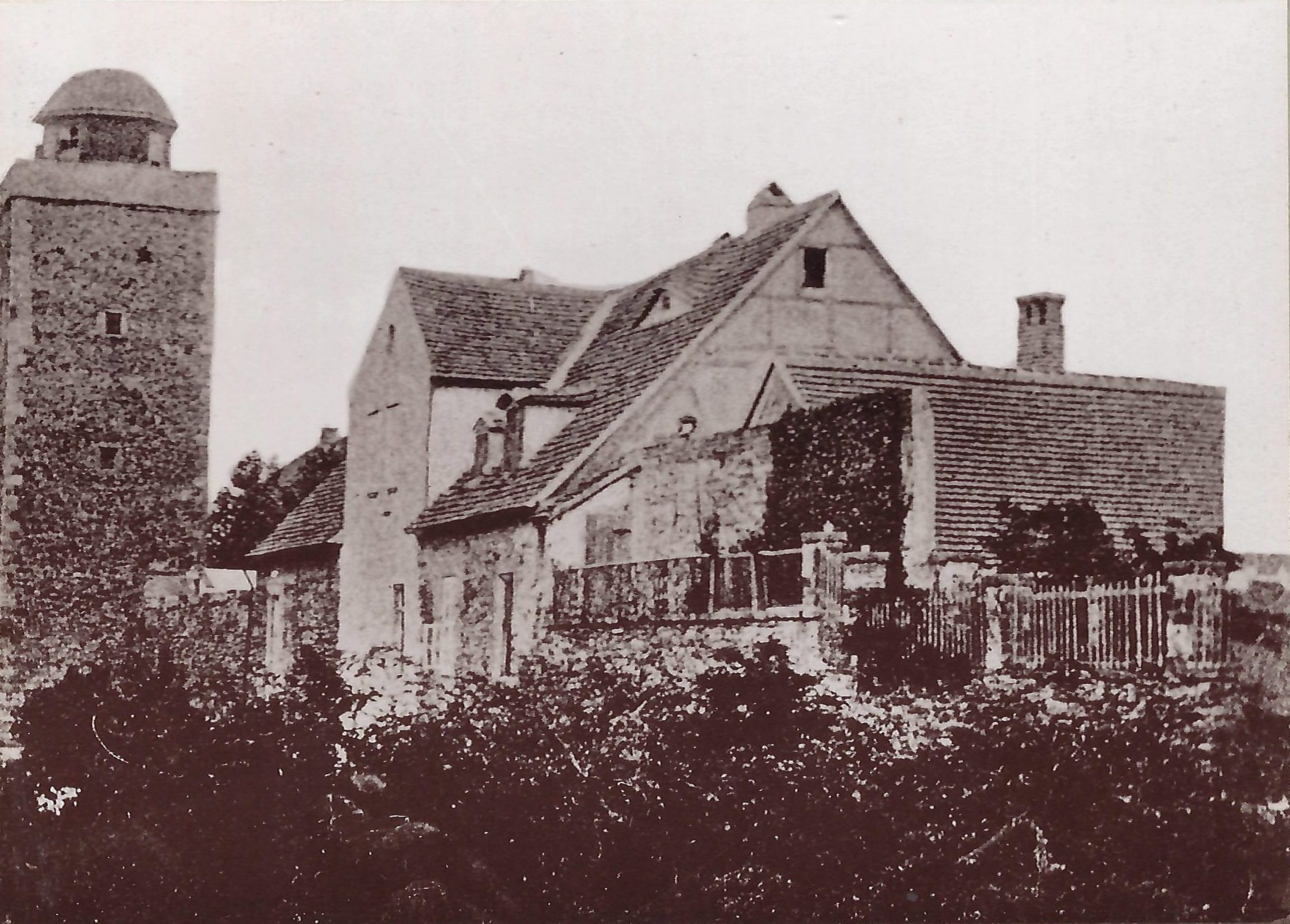
Blick vom Hauptwall der Festung Magdeburg nach Norden, links der Türkenturm, rechts Häuser und Gärten der Prälatenstraße

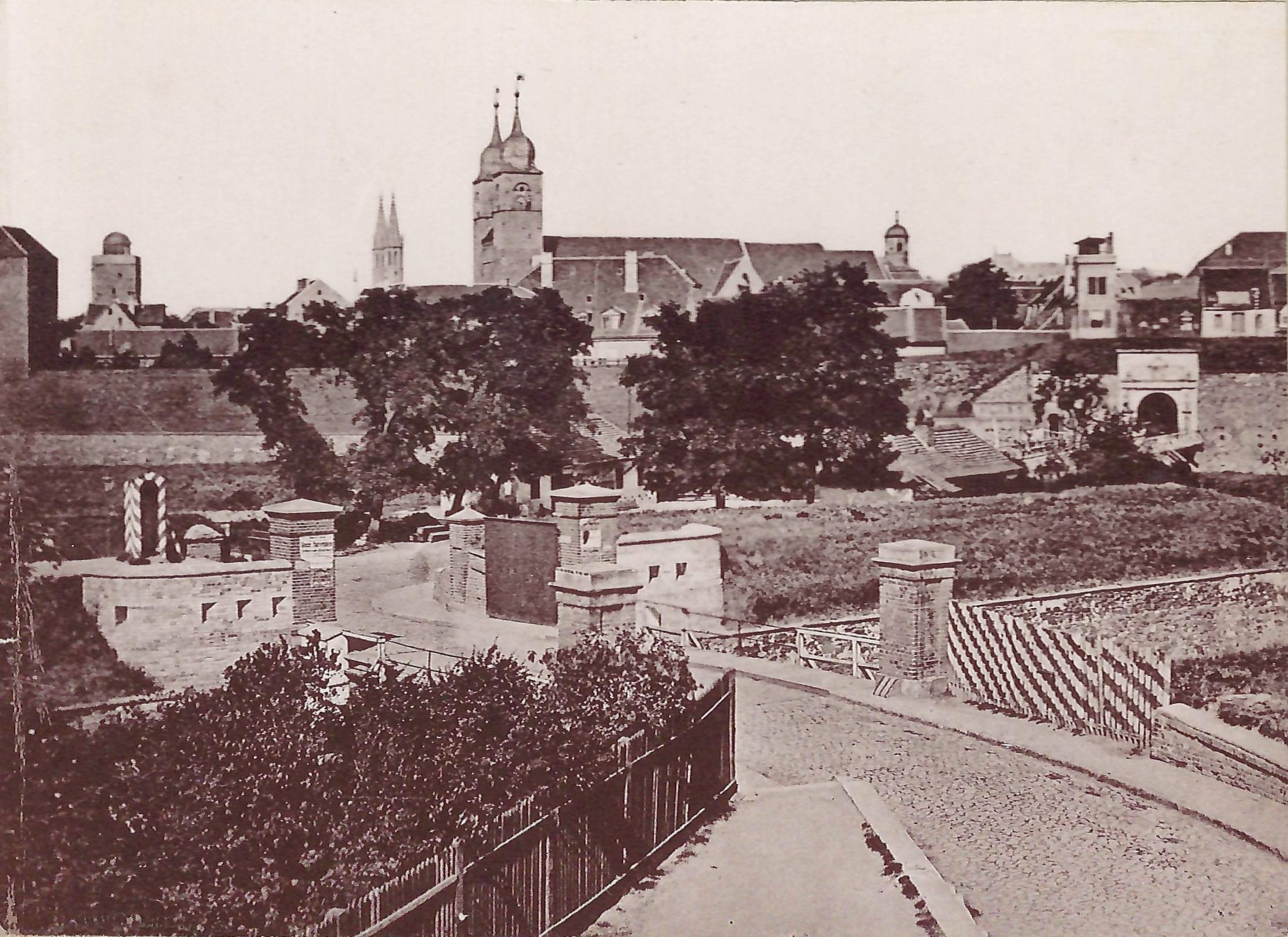
Blick von Süden auf die Stadtbefestigung Magdeburg, etwa 1870, links der Türkenturm

Der Türkenturm, auch Am rothen Krug, war ein Wehrturm der Stadtbefestigung der Magdeburger Altstadt.

## Lage
Der Turm befand sich in der Magdeburger Altstadt am südlichen Ende der Westfront der Magdeburger Stadtbefestigung, westlich am Ende des Grundstückes Prälatenstraße 34. Heute befindet sich der Standort in etwa östlich des Wohnhauses Otto-von-Guericke-Straße 80. 

## Architektur und Geschichte
Der Türkenturm gehörte zu den zehn Wehrtürmen der Westfront der Stadtbefestigung und verfügte über einen annähernd quadratischen Grundriss. Die Wehrtürme waren aus lagerhaft angeordneten Grauwackebruchsteinen errichtet. Die einschaligen Mauern waren etwa einen Meter stark, als Mörtel wurde Kalkmörtel genutzt.
Südlich des Turms befand sich die 1550 errichtete Bastion Heydeck.
Bekannt war der Turm auch als Wahrzeichen des sogenannten Roten Krugs, des Gefängnisses der Garnison Magdeburg, an das er direkt angrenzte und das er überragte.
Ursprünglich lag der Türkenturm hinter einem dort bestehenden Kloster der Karmeliter. Die Zuordnung der historischen Bezeichnung Türkenturm zu diesem Wehrturm wurde vom Stadtarchivar Ernst Neubauer als wahrscheinlich vorgenommen. Der Turm gehörte zum Grundstück des Freundschaftsklubs, Prälatenstraße 32. In dem Turm war im 19. Jahrhundert ein Gartenhaus dieses Anwesens untergebracht.
Im Zuge der Stadterweiterung entstand westlich des Turms ab 1876 die Kaiserstraße, die heutige Otto-von-Guericke-Straße. Der Turm wurde wie andere Teile der historischen Stadtbefestigung und der Festung Magdeburg für die Stadterweiterung dann abgerissen.